# Гиват Хальфон не відповідає
Гиват Хальфон не відповідає (івр. גבעת חלפון אינה עונה, Височина «Хальфон» не відповідає)  — ізраїльська кінокомедія 1976 року режисера Асі Даяна.
Культовий фільм за участю тріо HaGashash HaHiver.

## Сюжет
У цій комедії сержант Джинджа відправляється з військової бази в коротку відпустку, щоб зробити пропозицію своїй коханій Яелі. Дорогою назад він повинен захопити з собою одного резервіста-відмовника Сержіо Констанца. Віктор, батько Яелі, не погоджується видати її заміж і Яелі в таємниці від всіх, включаючи Джинджа, залишає будинок, сховавшись в армійському джипі Джинджа. У Віктора є свої рахунки з пройдисвітом Сержіо Констанца. Дізнавшись що Сержіо призвали на резервіста службу, він відправляється слідом за ним. В результаті військова база, яка перебуває всього за декілька кілометрів від розташування противника на Синайському півострові, перетворюється на суцільний карнавал.